# 艾迪思·阿格瓦拉
艾迪思·C·阿格瓦拉
印度法官，国际法学家协会 （页面存档备份，存于）会长；现任印度哈里亚纳邦和旁遮普邦政府的高级法律顾问，以及印度最高法院 （页面存档备份，存于）和德里最高法院 （页面存档备份，存于）的高级中央政府法律顾问。
阿格瓦拉教授还是全印度大律师公会 （页面存档备份，存于）主席；印度法学家协会召集人；印度法律信息研究所主席；全印度高级律师协会秘书长;他曾当选为印度律师代表会 （页面存档备份，存于）最年轻的副主席。
2009年，阿格瓦拉教授完成了Constitution of India一书，印度首席法官K.G.巴拉克里希南(K.G. Balakrishnan （页面存档备份，存于）)为其写了前言，司法部长M.维尔帕·莫里(M. Veerappa Moily （页面存档备份，存于）)为其撰序，印度总统普拉蒂巴·帕蒂尔（ Pratibha Devisingh Pati）则在Rastrapati Bhawan的一个重大的宴会上收到了这本书。
阿格瓦拉教授是国际法学家协会的会长，国际法学家协会致力于促进和监督律法的公正性和健康发展、社会的稳定以及公民的经济需求。国际法学家协会每年都在世界各地组织召开不同形式的会议，与会者包括各国政府领导、首席法官、律师代表、司法部长、法官、法学教授以及学生。
阿格瓦拉教授曾长期任印度政府法律顾问,在拉吉夫·甘地、曼莫汉·辛格等总理任职期间供职。任何一次总统换届，阿格瓦拉教授都会辞职，然而政府却在每一次接受辞职报告后又再次委任他为法律顾问。在他就职于旁遮普邦和北方邦的政府最高法律顾问的同时、他还就职于印度最高法院和德里最高法院的高级中央政府法律顾问，虽然这三个不同的地区归属于相互竞争的不同政治党派，但是这对于阿格瓦拉来说却没有太大的区别。
阿格瓦拉教授还著有三本书，它们的前言和序言分别都来自于印度现任副总统K.R. Narayanan，现任财政部长V.P. Singh，现任司法部长Asoke Sen以及Dr. Hansraj Bhardwaj。这些书及其修订版现已发行。